# بیت‌آباد
بیت‌آباد، روستایی در دهستان کوه سفید بخش مرکزی شهرستان خاش در استان سیستان و بلوچستان ایران است. این روستا، مرکز دهستان کوه سفید است.

## جمعیت
بر پایه سرشماری عمومی نفوس و مسکن در سال ۱۳۹۵، جمعیت این روستا برابر با ۸۲۶ نفر (۲۳۲ خانوار) بوده‌است.